# Abder Ramdane
Abder Ramdane (Nîmes, 1974. február 26. –) francia születésű algériai labdarúgóedző, csatár, a német FC St. Pauli segédedzője.

## Pályafutása
Játékosként Franciaországban és Németországban szerepelt. 2006-ban apósával együtt került a görög Panióniosz GSZZ PAE csapatához, ahol utánpótlásedzői és segédedzői munkát vállalt. A játékosok és a vezetőség közti konfliktus miatt 2008-ban távoztak, 2009-ben Lienent kinevezték a TSV 1860 München vezetőedzőjének, Ramdane pedig segédedző lett. 2010-ben a duó az Olimpiakósz Piraószhoz igazolt, ott azonban csak pár hetet töltöttek. Novemberben a duó az Arminia Bielefeldhez került. A német edző ezután ismét Görögországba, az AÉK-hoz igazolt, de oda nem követte veje, csak 2013-ban, amikor a román FC Oțelul Galați edzője lett. A páros 2014-ben került vissza Németországba az FC St. Paulihoz.

## Magánélete
Felesége korábbi rostocki edzője, Ewald Lienen lánya.